# Neomyoleja chowi
Neomyoleja chowi är en tvåvingeart som beskrevs av Tseng, Chu och Chen 1992. Neomyoleja chowi ingår i släktet Neomyoleja och familjen borrflugor.
Artens utbredningsområde är Taiwan. Inga underarter finns listade i Catalogue of Life.